# Liste des députés de la Haute-Marne
 (mai 2025).
Liste des députés de la Haute-Marne

## VeRépublique

### XVIIelégislature(2024-2029)
| Circonscription          | Identité                | Parti | Autres mandats                               | Suppléant(e)     |
| ------------------------ | ----------------------- | ----- | -------------------------------------------- | ---------------- |
| Première circonscription | Christophe Bentz        | RN    |                                              | Corinne Becoulet |
| Deuxième circonscription | Laurence Robert-Dehault | RN    | Conseillère départementale de Saint-Dizier-1 | David Gouverneur |

### XVIelégislature(2022-2024)
| Circonscription          | Identité                | Parti | Autres mandats                               | Suppléant(e)  |
| ------------------------ | ----------------------- | ----- | -------------------------------------------- | ------------- |
| Première circonscription | Christophe Bentz        | RN    |                                              | Hélène Gray   |
| Deuxième circonscription | Laurence Robert-Dehault | RN    | Conseillère départementale de Saint-Dizier-1 | Éric Gauthier |

### XVelégislature(2017-2022)
| Circonscription          | Identité                 | Parti | Autres mandats                     | Suppléant(e)     |
| ------------------------ | ------------------------ | ----- | ---------------------------------- | ---------------- |
| Première circonscription | Bérangère Abba           | LREM  | Conseillère municipale de Chaumont | Sylvain Templier |
| Deuxième circonscription | François Cornut-Gentille | LR    | Maire de Saint-Dizier              | Étienne Marasi   |

### XIVelégislature(2012-2017)
| Circonscription     | Identité                    | Parti | Autres mandats                                          | Suppléant(e) |
| ------------------- | --------------------------- | ----- | ------------------------------------------------------- | ------------ |
| 1re circonscription | M. Luc Chatel               | UMP   | Ancien maire de Chaumont et Secrétaire général de l'UMP |              |
| 2e circonscription  | M. François Cornut-Gentille | UMP   | Maire de Saint-Dizier                                   |              |

### XIIIelégislature(2007-2012)
| Circonscription     | Identité                    | Parti | Autres mandats                    | Suppléant(e)          |
| ------------------- | --------------------------- | ----- | --------------------------------- | --------------------- |
| 1re circonscription | M. Luc Chatel               | UMP   | Conseillère municipale de Langres | Mme Sophie Delong 1   |
| 2e circonscription  | M. François Cornut-Gentille | UMP   | Maire de Saint-Dizier             | Mme Mylène Gouverneur |

1 : remplace M. Luc Chatel, député nommé au gouvernement.

### XIIelégislature(2002-2007)
| Circonscription     | Identité                    | Parti | Autres mandats                   | Suppléant(e)      |
| ------------------- | --------------------------- | ----- | -------------------------------- | ----------------- |
| 1re circonscription | M. Luc Chatel               | UMP   | Conseiller municipal de Chaumont | Mme Sophie Delong |
| 2e circonscription  | M. François Cornut-Gentille | UMP   | Maire de Saint-Dizier            | Mme Brigitte Loye |

### XIelégislature(1997-2002)
| Circonscription     | Identité                    | Parti      | Autres mandats        |                         |
| ------------------- | --------------------------- | ---------- | --------------------- | ----------------------- |
| 1re circonscription | M. Jean-Claude Daniel       | DVG-app.PS | Maire de Chaumont     | Mme Marie-Odile Jacques |
| 2e circonscription  | M. François Cornut-Gentille | RPR        | Maire de Saint-Dizier | M.Gilles Mérat          |

### Xelégislature(1993-1997)
| Circonscription     | Identité                    | Parti | Autres mandats                      | Suppléant(e)    |
| ------------------- | --------------------------- | ----- | ----------------------------------- | --------------- |
| 1re circonscription | M. Charles Fèvre            | UDF   | Conseiller général d'Arc-en-Barrois | M. Daniel Louis |
| 2e circonscription  | M. François Cornut-Gentille | RPR   | Maire de Saint-Dizier               | M. Gilles Mérat |

### IXelégislature(1988-1993)
| Circonscription     | Député élu     | Parti politique | Autre Mandat                        | Suppléant(e)   |
| ------------------- | -------------- | --------------- | ----------------------------------- | -------------- |
| 1re Circonscription | Charles Fèvre  | UDF-PR          | Conseiller général d'Arc-en-Barrois | Daniel Louis   |
| 2e Circonscription  | Guy Chanfrault | PS              | Maire de Saint-Dizier               | Richard Guénin |

### VIIIelégislature(1986-1988)
Les élections législatives de 1986 furent organisées au scrutin proportionnel de liste au niveau départemental. La liste UDF-RPR et la liste PS obtinrent toutes deux un siège.
La liste UDF-RPR arrivait nettement en tête, 
- Le député sortant Charles Fèvre, UDF-PR, conseiller général d'Arc-en-Barrois fut donc réélu.

La liste PS se plaçait seconde,
- Le député sortant Guy Chanfrault était réélu.

### VIIelégislature(1981-1986)
| Circonscription     | Député élu     | Parti politique | Autre Mandat                        | Suppléant(e)      |
| ------------------- | -------------- | --------------- | ----------------------------------- | ----------------- |
| 1re Circonscription | Charles Fèvre  | UDF-PR          | Conseiller général d'Arc-en-Barrois | Daniel Louis      |
| 2e Circonscription  | Guy Chanfrault | PS              |                                     | Jean-Claude Popko |

### VIelégislature(1978-1981)
| Circonscription     | Député élu             | Parti politique | Autre Mandat                               | Suppléant(e)  |
| ------------------- | ---------------------- | --------------- | ------------------------------------------ | ------------- |
| 1re Circonscription | Charles Fèvre          | UDF-PR          | Conseiller général d'Arc-en-Barrois        | Daniel Louis  |
| 2e Circonscription  | Jacques-Richard Delong | RPR             | Conseiller général de doulevant-le-Château | Alfred Gigoux |

### Velégislature(1973-1978)
| Circonscription     | Député élu             | Parti politique | Autre Mandat                      | Suppléant(e)  |
| ------------------- | ---------------------- | --------------- | --------------------------------- | ------------- |
| 1re Circonscription | Jean Favre             | UDR puis RPR    | Conseiller général de Langres     | André Luciot  |
| 2e Circonscription  | Jacques-Richard Delong | UDR puis RPR    | Conseiller général de Blaiserives | Alfred Gigoux |

### IVelégislature(1968-1973)
| Circonscription     | Député élu             | Parti politique | Autre Mandat                      | Suppléant(e)  |
| ------------------- | ---------------------- | --------------- | --------------------------------- | ------------- |
| 1re Circonscription | Jean Favre             | UDR             | Conseiller général de Langres     | André Luciot  |
| 2e Circonscription  | Jacques-Richard Delong | UDR             | Conseiller général de Blaiserives | Alfred Gigoux |

### IIIelégislature(1967-1968)
| Circonscription     | Député élu             | Parti politique | Autre Mandat                      | Suppléant(e)     |
| ------------------- | ---------------------- | --------------- | --------------------------------- | ---------------- |
| 1re Circonscription | Jean Favre             | UD-Ve           | Conseiller général de Langres     | André Luciot     |
| 2e Circonscription  | Jacques-Richard Delong | UD-Ve           | Conseiller général de Blaiserives | Lucien Hornebeck |

### IIelégislature(1962-1967)
| Circonscription     | Député élu             | Parti politique | Autre Mandat                      | Suppléant(e)      |
| ------------------- | ---------------------- | --------------- | --------------------------------- | ----------------- |
| 1re Circonscription | Gabriel Bourgund       | UNR-UDT         |                                   | Jean-Paul Olivain |
| 2e Circonscription  | Jacques-Richard Delong | UNR-UDT         | Conseiller général de Blaiserives | Lucien Hornebeck  |

### Ielégislature(1958-1962)
| Circonscription     | Député élu       | Parti politique | Autre Mandat                    | Suppléant(e)      |
| ------------------- | ---------------- | --------------- | ------------------------------- | ----------------- |
| 1re Circonscription | Gabriel Bourgund | UNR             |                                 | Dominique Abrioux |
| 2e Circonscription  | Raymond Hanin    | CNIP            | Conseiller général de Joinville | Jean Chirol       |

## IVeRépublique

### IIIelégislature(1956-1958)
- Marius Cartier
- Robert Huel
- Jean Masson

### IIelégislature(1951-1955)
- Marius Cartier
- Robert Huel
- Paul Aubry

### Irelégislature(1946-1951)
- Marius Cartier
- Marc Scherer
- Jean Masson

## Gouvernement provisoire de la République Française

### Deuxième assemblée constituante (juin-novembre 1946)
Marius Cartier (PCF)
Jean Masson (Radical)
Marc Scherer (MRP)

### Première assemblée constituante (1945-1946)
Marius Cartier (PCF)
Raoul Laurent (SFIO)
Georges Maire (MRP)

## IIIeRépublique

### Assemblée nationale(1871-1876)
- Albert Moreau du Breuil de Saint-Germain, Centre droit
- François de Lespérut, Centre droit, décédé le 9 octobre 1873, remplacé par Jean Danelle-Bernardin, Gauche républicaine, élu le 29 mars 1874
- Henri de Beurges, Union des droites
- René-Armand Peltereau-Villeneuve, centre droit

### Irelégislature(1876-1877)
- Jean Danelle-Bernardin
- Pierre Bizot de Fonteny
- Alexandre Maitret

### IIelégislature(1877-1881)
- Jean Danelle-Bernardin
- Pierre Bizot de Fonteny
- Alexandre Maitret décédé en 1878, remplacé par Jean-Baptiste Mougeot

### IIIelégislature(1881-1885)
- Jean Danelle-Bernardin
- Gustave Dutailly
- Pierre Bizot de Fonteny

### IVelégislature(1885-1889)
- Gustave Dutailly
- Pierre Bizot de Fonteny élu sénateur en 1888, remplacé par Philippe Roret
- François-Frédéric Steenakers
- Jean Danelle-Bernardin élu sénateur en 1887, remplacé par Louis Armand Vitry

### Velégislature(1889-1893)
- Wassy : Albin Rozet, Républicain
- Chaumont : Charles Bourlon de Rouvre, Conservateur
- Langres : Albert Moreau du Breuil de Saint-Germain, Conservateur

Source : journal Le Temps du 24 septembre et du 8 octobre 1889 sur Gallica,.

### VIelégislature(1893-1898)
- Langres : Léon Mougeot, Républicain
- Wassy : Albin Rozet, Républicain
- Chaumont : Charles Bourlon de Rouvre, Républicain Libéral

Source : journal Le Temps du 22 août et du 5 septembre 1893 sur Gallica,.

### VIIelégislature(1898-1902)
- Langres : Léon Mougeot, Radical
- Wassy : Albin Rozet, Républicain
- Chaumont : Gustave Dutailly, Radical

Source : journal Le Temps du 10 mai et du 24 mai 1898 sur Gallica,.

### VIIIelégislature(1902-1906)
- Langres : Léon Mougeot, Radical
- Wassy : Albin Rozet, Républicain ministériel
- Chaumont : Charles Bourlon de Rouvre, Rallié

Source : journal Le Temps du 29 avril et du 13 mai 1902 sur Gallica,.

### IXelégislature(1906-1910)
- Langres : Léon Mougeot, Radical, élu sénateur en 1908, remplacé par Philippe Roret, Radical socialiste, élu le 21 février 1909
- Chaumont : Arthur Charles Dessoye, Radical
- Wassy : Albin Rozet, Républicain (Union démocratique)

Sources : Journal Le Temps du 6 et du 22 mai 1906 sur Gallica - ,.

### Xelégislature(1910-1914)
- Chaumont : Arthur Charles Dessoye, Radical
- Wassy : Albin Rozet, Républicain de gauche
- Langres : Philippe Roret, Radical socialiste, décédé le 18 octobre 1910, remplacé par Théophile Viard, Radical socialiste, élu le 25 décembre 1910

Sources : Journal Le Temps du 24 avril et du 8 mai 1910 sur Gallica - ,.

### XIelégislature(1914-1919)
- Langres : Édouard Dessein, Gauche démocratique
- Chaumont : Arthur Charles Dessoye, Gauche radicale
- Wassy : Albin Rozet, Gauche radicale, décédé le 13 septembre 1915, non remplacé

Sources : Journal Le Temps du 28 avril et du 12 mai 1914 sur Gallica - ,.

### XIIelégislature(1919-1924)
Les élections législatives de 1919 furent organisées au scrutin proportionnel de liste. Elles marquèrent au niveau national la victoire du "Bloc national" de centre-droit.
Liste d'union républicaine et d'action sociale
- Édouard Dessein, Républicain de gauche (modéré)
- Joseph Courtier, Républicain de gauche (modéré), conseiller municipal de Chaumont
- Jacques Marcellot, Entente républicaine démocratique, maire d'Eurville

Source : Barodet sur le site de l'Assemblée Nationale - https://bibnum.sciencespo.fr/s/catalogue/ark:/46513/sc16m2kz#?c=&m=&s=&cv=.

### XIIIelégislature(1924-1928)
Les élections législatives de 1924 furent organisées au scrutin proportionnel de liste. Elles marquèrent au niveau national national la victoire du "Cartel des gauches".
Liste d'Union républicaine
- Édouard Dessein, Conseiller général, Républicain de gauche (modéré)
- Émile Marin-Quilliard, Agriculteur-éleveur, Union républicaine démocratique

Liste de Concentration républicaine
- Georges Lévy-Alphandéry, Conseiller général, maire de Chaumont, Parti radical et radical-socialiste

Source : Barodet sur le site de l'Assemblée Nationale - https://bibnum.sciencespo.fr/s/catalogue/ark:/46513/sc16m1m0#?c=&m=&s=&cv=

### XIVelégislature(1928-1932)
Les élections législatives furent au scrutin d'arrondissement majoritaire à deux tours de 1928 à 1936.
- Wassy : Paul Dumaine, Union républicaine démocratique
- Langres : Camille Perfetti, Radical-socialiste
- Chaumont : Georges Lévy-Alphandéry, Radical-socialiste

Source : Élections législatives 22-29 avril 1928 de Georges Lachapelle - https://gallica.bnf.fr/ark:/12148/bpt6k320439r.texteImage#

### XVelégislature(1932-1936)
- Wassy : Henri Rollin, Radical-socialiste, décédé le 24 décembre 1933, remplacé par Joseph Courtier, Républicains de gauche, élu le 11 mars 1934
- Langres : Camille Perfetti, Radical-socialiste
- Chaumont : Georges Lévy-Alphandéry, Radical-socialiste

### XVIelégislature(1936-1940)
- Wassy : René Rollin, Radical-socialiste
- Langres : Camille Perfetti, Radical-socialiste
- Chaumont : Georges Lévy-Alphandéry, Radical-socialiste. Victime des lois raciales du gouvernement de Vichy, il est déchu de son mandat de député par décret du 19 novembre 1941 et ne retrouvera la plénitude de ses droits qu'à la Libération [15].

### Assemblée nationale constituante de 1945(1945-1946)
- Marius Cartier
- Raoul Laurent
- Georges Maire

### Assemblée nationale constituante de 1946(1946-1946)
- Marius Cartier
- Marc Scherer
- Jean Masson

## Second Empire

### Irelégislature(1852-1857)
- François de Lespérut
- Hippolyte Chauchard

### IIelégislature(1857-1863)
- François de Lespérut
- Hippolyte Chauchard

### IIIelégislature(1863-1869)
- François de Lespérut
- Hippolyte Chauchard

### IVelégislature(1869-1870)
- François-Frédéric Steenakers
- François de Lespérut

## IIeRépublique
Élections au suffrage universel masculin à partir de 1848

### Assemblée nationale constituante (1848-1849)
- Auguste Couvreux-Daguin
- Hippolyte Chauchard
- Jean-Baptiste Delarbre
- Henri Camille Toupot de Bévaux
- François Mongin de Montrol
- Gabriel Milhoux
- François Walferdin

### Assemblée nationale législative (1849-1851)
- François de Lespérut
- Eugène Abel François Caroillon de Vandeul
- Hippolyte Chauchard
- Henri Camille Toupot de Bévaux
- Arthur Beugnot

## Chambre des députés (Monarchie de Juillet)

### IreLégislature(1830-1831)
- Maurice Thomassin de Bienville
- Denis-Simon Caroillon de Vandeul
- Louis Becquey
- Henri Simon Toupot de Bévaux

### IIeLégislature(1831-1834)
- Charles-Armand de Failly
- Julien-Joseph Virey
- Denis-Simon Caroillon de Vandeul
- Henri Simon Toupot de Bévaux

### IIIeLégislature(1834-1837)
- Laurent Duval de Fraville
- Charles-Armand de Failly démissionne en 1836, remplacé par Louis-Édouard de Beaufort
- Julien-Joseph Virey
- Denis-Simon Caroillon de Vandeul

### IVeLégislature(1837-1839)
- Athanase Renard
- Laurent Duval de Fraville
- Denis-Simon Caroillon de Vandeul
- Louis-Édouard de Beaufort

### VeLégislature(1839-1842)
- Athanase Renard
- Antoine Pauwels
- Laurent Duval de Fraville
- Louis-Édouard de Beaufort

### VIeLégislature(1842-1846)
- Athanase Renard remplacé en 1843 par Armand de Crussol
- René-Armand Peltereau-Villeneuve
- Antoine Pauwels invalidé, remplacé en 1843 par Auguste Potier de Pommeroy
- Laurent Duval de Fraville

### VIIeLégislature(17/08/1846-24/02/1848)
- Armand de Crussol
- René-Armand Peltereau-Villeneuve
- Auguste Potier de Pommeroy
- Laurent Duval de Fraville

## Chambre des députés des départements (2eRestauration)

### Irelégislature(1815–1816)
- Roger de Damas d'Antigny
- Louis Becquey

### IIelégislature(1816-1823)
- Maurice Thomassin de Bienville
- Louis Becquey
- Henri Simon Toupot de Bévaux
- Georges de Genuyt

### IIIelégislature(1824-1827)
- François Roger
- Maurice Thomassin de Bienville
- André de Sainte-Maure
- Louis Becquey

### IVelégislature(1828-1830)
- Maurice Thomassin de Bienville
- Eugène Abel François Caroillon de Vandeul
- Louis Becquey
- Henri Simon Toupot de Bévaux

### Velégislature(23 juin 1830-28 juillet 1830)
- Maurice Thomassin de Bienville
- Eugène Abel François Caroillon de Vandeul
- Louis Becquey
- Henri Simon Toupot de Bévaux

## Chambre des représentants (Cent-Jours)
- Charles Michel Poinsot
- François Victor Jean de Lespérut
- Jean-Pierre Demongeot
- Jean Hubert Rozet
- Pierre Mougeotte des Vignes

## Chambre des députés des départements (1reRestauration)
- Jean-Baptiste Dalmassy
- Marie Nicolas Louis Marquette de Fleury

## Corps législatif(1800-1814)
- François Roger
- Louis Becquey
- René Charles Élisabeth de Ligniville
- Jean-Baptiste Dalmassy
- Edme Larcher
- Marie Nicolas Louis Marquette de Fleury

## Conseil des Cinq-Cents(1795-1799)
- Jean Charles Léopold Henrys-Marcilly
- Clément Louis Charles Berthot
- Claude Joseph Carbelot
- Pierre-Antoine Lalloy
- Joseph-Claude Drevon
- Jacques Parisot
- Antoine-Hubert Wandelaincourt

## Convention nationale(1792-1795)
- Jean Charles Léopold Henrys-Marcilly
- Louis Guyardin
- Louis-Félix Roux
- Guillaume Chaudron-Rousseau
- Pierre-Antoine Lalloy
- Simon-Edme Monnel
- Anne Joseph Arnoux Valdruche
- Antoine-Hubert Wandelaincourt

## Assemblée législative (1791-1792)
- François Joseph Henrys
- Jean Charles Léopold Henrys-Marcilly
- Louis Becquey
- Jean-Baptiste Briollat
- Guillaume Chaudron-Rousseau
- Pierre Joseph Devaraignes
- Pierre-Antoine Lalloy
- Anne Joseph Arnoux Valdruche
- Étienne Evrard de Landrian

## États généraux puis Assemblée constituante de 1789
- Louis Guyardin
- Pierre Mougeotte des Vignes
- Pierre-Antoine Lalloy
- Simon-Edme Monnel
- Joseph-Claude Drevon